# Тархоня
Тархоня (на унгарски: Tarhonya) е традиционно унгарско ястие, макаронено изделие. Приготвя се от брашно, вода, сол и яйца. Сместа се пропуска през едро сито и изсушава.
Изсушената тархоня (на немски: Eiergraupen; на словашки: tarhoňa) може да се съхранява в ленени торби на проветриво място за няколко месеца. Тархоня е била традиционен хранителен продукт на селяни и овчари, които го приготвят с червен пипер и пушен бекон на лагерния огън.
В България има традиционно ястие трахана базирано на подобна рецепта.
Тархоня се прибавя към супите и като гарнитура към месни ястия, като Pörkölt .